# Tournoi des Six Nations féminin 2022
Cet article traite de l'épreuve féminine. Pour la compétition masculine, voir Tournoi des Six Nations masculin 2022.
Pour un article plus général, voir Tournoi des Six Nations féminin.
Navigation
Tournoi féminin 2021 Tournoi féminin 2023
Le Tournoi des Six Nations féminin 2022 est la vingt-septième édition du Tournoi, une compétition annuelle de rugby à XV, et la vingt-et-unième disputée par six équipes européennes : Angleterre, pays de Galles, Irlande, France, Écosse et Italie.
Les trois équipes qui ont en 2022 l'avantage de jouer un match de plus à domicile que les autres sont l'Irlande, la France et le pays de Galles.

## Calendriers des matchs

Nations participantes au Tournoi

Les heures sont données dans les fuseaux utilisés par le pays qui reçoit : WET (UTC+0) dans les îles Britanniques et CET (UTC+1) en France et en Italie.
| Le 26 mars à 13 h                     | DAM Health Stadium, Edimbourg | Écosse  | 5 - 57  | Angleterre     |
| Le 26 mars à 17 h 45                  | RDS Arena, Dublin             | Irlande | 19 - 27 | Pays de Galles |
| Le 27 mars à 16 h (Trophée Garibaldi) | Stade des Alpes, Grenoble     | France  | 39 - 6  | Italie         |

| Le 2 avril à 15 h 15 | Stade Ernest-Wallon, Toulouse   | France         | 40 - 5  | Irlande    |
| Le 2 avril à 17 h 45 | Cardiff Arms Park, Cardiff      | Pays de Galles | 24 - 19 | Écosse     |
| Le 3 avril à 16 h    | Stadio Sergio Lanfranchi, Parme | Italie         | 0 - 74  | Angleterre |

| Le 9 avril à 17 h 45 | Kingsholm Stadium, Gloucester | Angleterre | 58 - 5 | Pays de Galles |
| Le 10 avril à 14 h   | Scotstoun Stadium, Glasgow    | Écosse     | 8 - 28 | France         |
| Le 10 avril à 18 h   | Musgrave Park, Cork           | Irlande    | 29 - 8 | Italie         |

| Le 22 avril à 21 h    | Cardiff Arms Park, Cardiff      | Pays de Galles | 5 - 33  | France  |
| Le 23 avril à 20 h 20 | Stadio Sergio Lanfranchi, Parme | Italie         | 20 - 13 | Écosse  |
| Le 24 avril à 13 h    | Welford Road Stadium, Leicester | Angleterre     | 69 - 0  | Irlande |

| Le 30 avril à 13 h    | Cardiff Arms Park, Cardiff | Pays de Galles | 8 - 10  | Italie     |
| Le 30 avril à 15 h 15 | Stade Jean-Dauger, Bayonne | France         | 12 - 24 | Angleterre |
| Le 30 avril à 21 h    | Kingspan Stadium, Belfast  | Irlande        | 15 - 14 | Écosse     |

## Classement
| Rang | Équipe         | J | V | N | D | Em | Ee | Bo | Bd | Pm  | Pe  | Diff | Pts |
| ---- | -------------- | - | - | - | - | -- | -- | -- | -- | --- | --- | ---- | --- |
| 1    | Angleterre (T) | 5 | 5 | 0 | 0 | 45 | 4  | 4  | 0  | 282 | 22  | +260 | 27  |
| 2    | France         | 5 | 4 | 0 | 1 | 22 | 6  | 4  | 0  | 152 | 48  | +104 | 20  |
| 3    | Pays de Galles | 5 | 2 | 0 | 3 | 12 | 23 | 2  | 1  | 69  | 139 | -70  | 11  |
| 4    | Irlande        | 5 | 2 | 0 | 3 | 11 | 24 | 1  | 0  | 68  | 158 | -90  | 9   |
| 5    | Italie         | 5 | 2 | 0 | 3 | 5  | 24 | 0  | 0  | 44  | 163 | -119 | 8   |
| 6    | Écosse         | 5 | 0 | 0 | 5 | 7  | 21 | 0  | 3  | 59  | 144 | -85  | 3   |

|  | Vainqueur du tournoi       |
|  | T : Tenante du titre 2021. |

Attribution des points de classement Pts : quatre points pour une victoire, deux points pour un match nul, zéro en cas de défaite, un point si au moins 4 essais marqués, un point en cas de défaite avec moins de 8 points d'écart, trois points en cas de Grand Chelem.
Règles de classement : 1. points ; 2. différence de points de match ; 3. nombre d'essais marqués ; 4. titre partagé.

## Actrices du Tournoi des Six Nations

### Joueuses

#### Angleterre
| Entraîneur | Entraîneur             | Simon Middleton                                                                                            |
| Avants     | Pilier                 | Sarah Bern, Hannah Botterman, Shaunagh Brown, Bryony Cleall, Vickii Cornborough, Detysha Harper, Maud Muir |
| Avants     | Talonneur              | May Campbell, Amy Cokayne, Lark Davies, Connie Powell                                                      |
| Avants     | Deuxième ligne         | Zoe Aldcroft, Rowena Burnfield, Poppy Cleall, Rosie Galligan, Abbie Ward                                   |
| Avants     | Troisième ligne aile   | Victoria Fleetwood, Sadia Kabeya, Alex Matthews, Marlie Packer                                             |
| Avants     | Troisième ligne centre | Sarah Beckett, Sarah Hunter, Harriet Millar-Mills                                                          |
| Arrières   | Demi de mêlée          | Natasha Hunt, Leanne Infante, Lucy Packer, Ella Wyrwas                                                     |
| Arrières   | Demi d'ouverture       | Holly Aitchison, Zoe Harrison, Helena Rowland                                                              |
| Arrières   | Centre                 | Amber Reed, Emily Scarratt, Lagi Tuima                                                                     |
| Arrières   | Ailier                 | Jess Breach, Heather Cowell, Abby Dow, Lydia Thompson                                                      |
| Arrières   | Arrière                | Ellie Kildunne, Sarah McKenna, Emma Sing                                                                   |

#### France
| Entraîneur | Entraîneur             | Annick Hayraud |
| Avants     | Pilier                 | Lise Arricastre, Rose Bernadou, Yllana Brosseau, Annaëlle Deshayes, Célia Domain, Clara Joyeux, Assia Khalfaoui, Coco Lindelauf, Maïlys Dhia Traoré |
| Avants     | Talonneur              | Agathe Sochat, Laure Touyé |
| Avants     | Deuxième ligne         | Coumba Diallo, Madoussou Fall, Manae Feleu, Céline Ferer, Audrey Forlani, Safi N'Diaye                                                              |
| Avants     | Troisième ligne aile   | Julie Annery, Axelle Berthoumieu, Charlotte Escudero, Émeline Gros, Gaëlle Hermet, Marjorie Mayans, Élisa Riffonneau                                |
| Avants     | Troisième ligne centre | Romane Ménager |
| Arrières   | Demi de mêlée          | Océane Bordes, Alexandra Chambon, Laure Sansus |
| Arrières   | Demi d'ouverture       | Caroline Drouin |
| Arrières   | Centre                 | Camille Boudaud, Marie Dupouy, Chloé Jacquet, Morgane Peyronnet, Gabrielle Vernier                                                                  |
| Arrières   | Ailier                 | Cyrielle Banet, Caroline Boujard, Marie-Aurélie Castel, Maëlle Filopon, Mélissande Llorens, Marine Ménager, Léa Murie                               |
| Arrières   | Arrière                | Emilie Boulard, Morgane Bourgeois, Jessy Trémoulière                                                                                                |

### Arbitres
| - Aimee Barrett-Theron - Maggie Cogger-Orr - Sara Cox - Hollie Davidson - Aurélie Groizeleau - Lauren Jenner - Amber McLachlan - Clara Munarini - Joy Neville - Kat Roche - Julianne Zussman |

## Statistiques individuelles

### Meilleure joueuse du Tournoi
| Laure Sansus | France |
| ------------ | ------ |

## Feuilles de matchs

### Première journée

#### Écosse - Angleterre
(mt 5 - 38)
Femme du match :  Marlie Packer
Points marqués :
Écosse :
- 1 essai de Rollie (15e)

Angleterre :
- 9 essais de Packer (8e, 29e, 64e), Cleall (12e), Cowell (21e), Dow (24e), Infante (40e+1), Aitchison (52e), Powell (62e)
- 6 transformations de Scarratt (9e, 13e, 26e, 40e+2, 52e), Rowland (63e)

Évolution du score : 0-7, 0-14, 5-14, 5-19, 5-26, 5-31, 5-38, m-t, 5-45, 5-52, 5-57
| Écosse · Titulaires · 15e Chloe Rollie 15 · Rhona Lloyd 14 · Hannah Smith 13 · Lisa Thomson 12 · 53e Megan Gaffney 11 · 78e Helen Nelson 10 · 63e Jenny Maxwell 9 · Jade Konkel 8 · Rachel McLachlan 7 · Rachel Malcolm 6 · Louise McMillan 5 · Emma Wassell 4 · 70e Christine Belisle 3 · 52e Lana Skeldon 2 · 52e 61e Leah Bartlett 1 · Remplaçants · 52e Molly Wright 16 · 52e 61e Lisa Cockburn 17 · 70e Katie Dougan 18 · Lyndsay O'Donnell 19 · Eva Donaldson 20 · 63e Sarah Law 21 · 78e Meryl Smith 22 · 53e Shona Campbell 23 · Entraîneur · Bryan Easson |  |  |  | Angleterre · Titulaires · 15 Ellie Kildunne 53e · 14 Heather Cowell 21e · 13 Emily Scarratt 58e 9e 13e 26e 40e 52e · 12 Holly Aitchison 52e · 11 Abigail Dow 24e · 10 Helena Rowland 63e · 9 Leanne Infante 61e 40e · 8 Sarah Hunter · 7 Marlie Packer 8e 29e 64e · 6 Poppy Cleall 58e 12e · 5 Abbie Ward · 4 Rosie Galligan 61e · 3 Sarah Bern 61e · 2 Lark Davies 61e · 1 Maud Muir 48e · Remplaçants · 16 Connie Powell 61e 62e · 17 Vickii Cornborough 48e · 18 Bryony Cleall 61e · 19 Sarah Beckett 61e · 20 Alex Matthews 58e · 21 Lucy Packer 61e · 22 Amber Reed 58e · 23 Emma Sing 53e · Entraîneur · Simon Middleton |

#### Irlande - Pays de Galles
(mt 14 - 5)
Femme du match :  Alisha Butchers
Points marqués :
Irlande :
- 3 essais de Murphy Crowe (16e), Djougang (29e), Flood (56e)
- 2 transformations de Cronin (18e, 30e)

Pays de Galles :
- 5 essais de Phillips (26e), Joyce (46e), Rose (64e, 73e), Jones (78e)
- 1 transformation de Wilkins (74e)

Discipline :
Irlande :
- 1 carton jaune : Considine (70e)

Évolution du score : 7-0, 7-5, 14-5, m-t, 14-10, 19-10, 19-15, 19-22, 19-27
| Irlande · Titulaires · 70e à 80e Eimear Considine 15 · 16e 53e Amee-Leigh Murphy Crowe 14 · Eve Higgins 13 · 56e Stacey Flood 12 · 63e Lucy Mulhall 11 · 18e 30e Nicole Cronin 10 · 58e Aoibheann Reilly 9 · 62e Brittany Hogan 8 · Edel McMahon 7 · Dorothy Wall 6 · Sam Monaghan 5 · 80e Nichola Fryday 4 · 54e Katie O'Dwyer 3 · Neve Jones 2 · 29e Linda Djougang 1 · Remplaçants · Emma Hooban 16 · 54e Chloe Pearse 17 · Christy Haney 18 · 62e Anna McGann 19 · 80e Hannah O'Connor 20 · 58e Kathryn Dane 21 · 63e Enya Breen 22 · 54e Béibhinn Parsons 23 · Entraîneur · Greg McWilliams |  |  |  | Pays de Galles · Titulaires · 15 Kayleigh Powell · 14 Lisa Neumann 80e · 13 Hannah Jones 78e · 12 Kerin Lake · 11 Jasmine Joyce 46e · 10 Elinor Snowsill 69e · 9 Keira Bevan 55e · 8 Siwan Lillicrap · 7 Alex Callender 62e · 6 Alisha Butchers · 5 Gwen Crabb · 4 Natalia John 51e · 3 Cerys Hale 52e · 2 Carys Phillips 51e 26e · 1 Gwenllian Pyrs 55e · Remplaçants · 16 Kelsey Jones 51e · 17 Cara Hope 55e · 18 Donna Rose 62e 64e 73e · 19 Sioned Harries 51e · 20 Bethan Lewis 62e · 21 Ffion Lewis 55e · 22 Robyn Wilkins 69e 74e · 23 Sisilia Tuipulotu 80e · Entraîneur · Ioan Cunningham |

#### France - Italie
(mt 17 - 6)
Femme du match :  Madoussou Fall
Points marqués :
France :
- 5 essais de Fall (17e), Gros (25e), Murie (58e), Boulard (75e), Jacquet (78e)
- 4 transformations de Drouin (18e, 26e), Trémoulière (76e, 79e)
- 2 pénalités de Drouin (3e, 50e)

Italie :
- 2 pénalités de Sillari (5e, 33e)

Évolution du score : 3-0, 3-3, 10-3, 17-3, 17-6, m-t, 20-6, 25-6, 32-6, 39-6
| France · Titulaires · 78e Chloé Jacquet 15 · 58e Léa Murie 14 · Maëlle Filopon 13 · 54e Gabrielle Vernier 12 · Marie-Aurélie Castel 11 · 3e 18e 26e 50e 72e Caroline Drouin 10 · 52e Alexandra Chambon 9 · 25e 63e Émeline Gros 8 · Gaëlle Hermet 7 · 57e Romane Ménager 6 · Audrey Forlani 5 · 17e Madoussou Fall 4 · 61e Clara Joyeux 3 · 61e Agathe Sochat 2 · 61e Annaëlle Deshayes 1 · Remplaçants · 61e Laure Touyé 16 · 61e Coco Lindelauf 17 · 61e Assia Khalfaoui 18 · 63e Manae Feleu 19 · 57e Axelle Berthoumieu 20 · 52e Laure Sansus 21 · 76e 79e 72e Jessy Trémoulière 22 · 75e 54e Emilie Boulard 23 · Entraîneur · Annick Hayraud |  |  |  | Italie · Titulaires · 15 Manuela Furlan · 14 Aura Muzzo · 13 Michela Sillari 54e 5e 33e · 12 Alyssa D'Inca 50e · 11 Maria Magatti · 10 Beatrice Rigoni · 9 Sofia Stefan 67e · 8 Elisa Giordano · 7 Isabella Locatelli · 6 Francesca Sberna 72e · 5 Giordana Duca · 4 Sara Tounesi 50e · 3 Lucia Gai 67e · 2 Melissa Bettoni 67e · 1 Gaia Maris 72e · Remplaçants · 16 Vittoria Vecchini 67e · 17 Emanuela Stecca 72e · 18 Sara Seye 67e · 19 Valeria Fedrighi 50e · 20 Alessandra Frangipani 72e · 21 Sara Barattin 67e · 22 Veronica Madia 50e · 23 Vittoria Ostuni Minuzzi 54e · Entraîneur · Andrea Di Giandomenico |

### Deuxième journée

#### France - Irlande
(mt 26 - 0)
Femme du match :  Laure Sansus
Points marqués :
France :
- 6 essais de Llorens (11e), Sansus (23e, 47e), Forlani (30e), Joyeux (37e), Boulard (66e)
- 2 transformations de Drouin (48e), Trémoulière (67e)
- 2 pénalités de Drouin (3e, 18e)

Irlande :
- 1 essai de Higgins (55e)

Discipline :
France :
- 1 carton jaune : Boulard (80e+3)

Évolution du score : 3-0, 8-0, 11-0, 16-0, 21-0, 26-0, m-t, 33-0, 33-5, 40-5
| France · Titulaires · 66e 83e à 85eÉmilie Boulard 15 · Cyrielle Banet 14 · Maëlle Filopon 13 · 69e Gabrielle Vernier 12 · 11e Mélissande Llorens 11 · 3e 18e 48e 56e Caroline Drouin 10 · 23e 47e 60e Laure Sansus 9 · Romane Ménager 8 · 63e Gaëlle Hermet 7 · Axelle Berthoumieu 6 · 30e Audrey Forlani 5 · 56e Madoussou Fall 4 · 37e 56e Clara Joyeux 3 · 69e Laure Touyé 2 · 56e Coco Lindelauf 1 · Remplaçants · 69e Célia Domain 16 · 56e Annaëlle Deshayes 17 · 56e Assia Khalfaoui 18 · 56e Céline Ferer 19 · 63e Julie Annery 20 · 60e Alexandra Chambon 21 · 67e 56e Jessy Trémoulière 22 · 69e Chloé Jacquet 23 · Entraîneur · Annick Hayraud |  |  |  | Irlande · Titulaires · 15 Eimear Considine 40e · 14 Amee-Leigh Murphy Crowe · 13 Eve Higgins 55e · 12 Stacey Flood 73e · 11 Lucy Mulhall · 10 Nicole Cronin · 9 Aoibheann Reilly 56e · 8 Brittany Hogan 56e · 7 Edel McMahon · 6 Dorothy Wall · 5 Sam Monaghan · 4 Nichola Fryday 73e · 3 Katie O'Dwyer 40e · 2 Neve Jones 56e · 1 Linda Djougang · Remplaçants · 16 Emma Hooban 56e · 17 Chloe Pearse · 18 Christy Haney 40e · 19 Anna McGann 73e · 20 Hannah O'Connor 56e · 21 Kathryn Dane 56e · 22 Enya Breen 73e · 23 Béibhinn Parsons 40e · Entraîneur · Greg McWilliams |

#### Pays de Galles - Écosse
(mt 7 - 14)
Femme du match :  Sioned Harries
Points marqués :
Galles :
- 4 essais de Phillips (21e), Harries (45e), Jones (63e), Lewis (75e)
- 2 transformations de Bevan (22e, 47e)

Écosse :
- 3 essais de Skeldon (3e), Lloyd (31e, 41e)
- 2 transformations de Nelson (4e, 33e)

Discipline :
Galles :
- 1 carton jaune : Lake (40e)

Écosse :
- 1 carton jaune : Bartlett (62e)

Évolution du score : 0-7, 7-7, 7-14, m-t, 7-19, 14-19, 19-19, 24-19
| Pays de Galles · Titulaires · Kayleigh Powell 15 · Lisa Neumann 14 · Hannah Jones 13 · 40e à 50e 76e Kerin Lake 12 · Jasmine Joyce 11 · Elinor Snowsill 10 · 22e 47e 59e Keira Bevan 9 · Siwan Lillicrap 8 · 61e Alex Callender 7 · Alisha Butchers 6 · Gwen Crabb 5 · 43e Natalia John 4 · 66e Cerys Hale 3 · 21e 47e Carys Phillips 2 · 69e Gwenllian Pyrs 1 · Remplaçants · 63e 47e Kelsey Jones 16 · 69e Cara Hope 17 · 66e Donna Rose 18 · 45e 43e Sioned Harries 19 · 61e Bethan Lewis 20 · 75e 59e Ffion Lewis 21 · 76e Robyn Wilkins 22 · Sisilia Tuipulotu 23 · Entraîneur · Ioan Cunningham |  |  |  | Écosse · Titulaires · 15 Shona Campbell · 14 Rhona Lloyd 31e 41e · 13 Emma Orr 76e · 12 Lisa Thomson · 11 Megan Gaffney · 10 Helen Nelson 4e 33e · 9 Jenny Maxwell 47e · 8 Jade Konkel · 7 Evie Gallagher · 6 Rachel Malcolm 66e 74e · 5 Sarah Bonar 64e · 4 Emma Wassell · 3 Christine Belisle · 2 Lana Skeldon 3e · 1 Leah Bartlett 62e à 72e · Remplaçants · 16 Jodie Rettie · 17 Panashe Muzambe · 18 Anne Young 66e 74e · 19 Lyndsay O'Donnell · 20 Louise McMillan 64e · 21 Caity Mattinson 47e · 22 Meryl Smith 76e · 23 Coreen Grant · Entraîneur · Bryan Easson |

#### Italie - Angleterre
(mt 0 - 31)
Femme du match :  Natasha Hunt
Points marqués :
Angleterre :
- 12 essais de McKenna (3e, 74e), Thompson (14e, 41e, 79e), Davies (20e), Brown (27e), Matthews (34e), Fleetwood (48e), Bern (51e), Sing (63e), Scarratt (67e)
- 7 transformations de Harrison (4e, 28e, 35e), Rowland (52e, 64e, 67e, 75e)

Discipline :
Italie :
- 1 carton jaune : Rigoni (70e)

Évolution du score : 0-7, 0-12, 0-17, 0-24, 0-31, m-t, 0-36, 0-41, 0-48, 0-55, 0-62, 0-69, 0-74
| Italie · Titulaires · Vittoria Ostuni Minuzzi 15 · 55e Aura Muzzo 14 · Michela Sillari 13 · 70e à 80e Beatrice Rigoni 12 · Maria Magatti 11 · Veronica Madia 10 · 55e Sofia Stefan 9 · Elisa Giordano 8 · 55e Isabella Locatelli 7 · 42e Francesca Sberna 6 · Giordana Duca 5 · 73e Sara Tounesi 4 · 64e Lucia Gai 3 · 36e Melissa Bettoni 2 · 61e Gaia Maris 1 · Remplaçants · 36e Vittoria Vecchini 16 · 61e Francesca Barro 17 · 64e Sara Seye 18 · 55e Valeria Fedrighi 19 · 42e Beatrice Veronese 20 · 55e Sara Barattin 21 · 73e Alyssa D'Inca 22 · 55e Manuela Furlan 23 · Entraîneur · Andrea Di Giandomenico |  |  |  | Angleterre · Titulaires · 15 Ellie Kildunne 61e · 14 Lydia Thompson 14e 41e 79e · 13 Holly Aitchison 66e · 12 Helena Rowland 52e 64e 67e 75e · 11 Sarah McKenna 3e 74e · 10 Zoe Harrison 4e 28e 35e · 9 Natasha Hunt 55e · 8 Poppy Cleall 66e · 7 Sadia Kabeya 42e · 6 Alex Matthews 34e · 5 Abbie Ward · 4 Rosie Galligan · 3 Shaunagh Brown 51e 27e · 2 Lark Davies 51e 20e · 1 Vickii Cornborough 51e · Remplaçants · 16 Connie Powell 51e · 17 Maud Muir 51e · 18 Sarah Bern 51e 51e · 19 Sarah Hunter 66e · 20 Victoria Fleetwood 42e 48e · 21 Lucy Packer 55e · 22 Emily Scarratt 66e 67e · 23 Emma Sing 61e 63e · Entraîneur · Simon Middleton |

### Troisième journée

#### Angleterre - Pays de Galles
(mt 19 - 0)
Femme du match :  Abbie Ward
Points marqués :
Angleterre :
- 10 essais de Davies (14e, 44e), Ward (20e), Breach (34e, 51e), Bern (54e), Matthews (63e), Brown (70e), Scarratt (74e), Hunter (80e)
- 4 transformations de Harrison (21e, 35e, 55e, 81e)

Pays de Galles :
- 1 essai de Jones (67e)

Discipline :
Pays de Galles :
- 1 carton jaune : John (59e)

Évolution du score : 5-0, 12-0, 19-0, m-t, 24-0, 29-0, 36-0, 41-0, 41-5, 46-5, 51-5, 58-5
| Angleterre · Titulaires · 13e Abby Dow 15 · 34e 51e Jess Breach 14 · 74e Emily Scarratt 13 · 64e Helena Rowland 12 · Sarah McKenna 11 · 21e 35e 55e 81e Zoe Harrison 10 · 52e Lucy Packer 9 · 80e Sarah Hunter 8 · Marlie Packer 7 · 63e 64e Alex Matthews 6 · 20e Abbie Ward 5 · 64e Poppy Cleall 4 · 54e 66e Sarah Bern 3 · 14e 44e 62e Lark Davies 2 · 62e Vickii Cornborough 1 · Remplaçants · 62e Connie Powell 16 · 62e Maud Muir 17 · 70e 66e Shaunagh Brown 18 · 64e Rosie Galligan 19 · 64e Victoria Fleetwood 20 · 52e Natasha Hunt 21 · 64e Amber Reed 22 · 13e Ellie Kildunne 23 · Entraîneur · Simon Middleton |  |  |  | Pays de Galles · Titulaires · 15 Kayleigh Powell · 14 Lisa Neumann · 13 Hannah Jones · 12 Kerin Lake 64e · 11 Jasmine Joyce · 10 Robyn Wilkins · 9 Ffion Lewis 56e · 8 Sioned Harries 62e · 7 Alisha Butchers 52e · 6 Siwan Lillicrap · 5 Gwen Crabb · 4 Sisilia Tuipulotu 40e · 3 Donna Rose 40e · 2 Carys Phillips 52e · 1 Gwenllian Pyrs 59e · Remplaçants · 16 Kelsey Jones 52e 67e · 17 Cara Hope 59e · 18 Cerys Hale 40e · 19 Alex Callender 52e · 20 Bethan Lewis 62e · 21 Keira Bevan 56e · 22 Elinor Snowsill 64e · 23 Natalia John 40e 59e à 69e · Entraîneur · Ioan Cunningham |

#### Écosse - France
(mt 3 - 28)
Femme du match :  Jessy Trémoulière
Points marqués :
Écosse :
- 1 essai de Rollie (68e)
- 1 pénalité de Nelson (19e)

France :
- 4 essais de Sansus (8e, 35e), Trémoulière (27e), Hermet (39e)
- 4 transformations de Trémoulière (9e, 28e, 37e, 40e)

Discipline :
France :
- 1 carton jaune : Annery (64e)

Évolution du score : 0-7, 3-7, 3-14, 3-21, 3-28, m-t, 8-28
| Écosse · Titulaires · 68e Chloe Rollie 15 · Rhona Lloyd 14 · 50e Emma Orr 13 · Lisa Thomson 12 · Megan Gaffney 11 · 19e 78e Helen Nelson 10 · 54e Jenny Maxwell 9 · 54e Jade Konkel 8 · Evie Gallagher 7 · Rachel Malcolm 6 · Sarah Bonar 5 · 79e Louise McMillan 4 · 78e Christine Belisle 3 · 78e Lana Skeldon 2 · 57e Leah Bartlett 1 · Remplaçants · 78e Jodie Rettie 16 · 57e Molly Wright 17 · 78e Katie Dougan 18 · 79e Lyndsay O'Donnell 19 · 54e Rachel McLachlan 20 · 54e Caity Mattinson 21 · 50e Sarah Law 22 · 78e Meryl Smith 23 · Entraîneur · Bryan Easson |  |  |  | France · Titulaires · 15 Emilie Boulard · 14 Marie-Aurélie Castel 73e · 13 Marine Ménager · 12 Chloé Jacquet · 11 Mélissande Llorens · 10 Jessy Trémoulière 64e 9e 27e 28e 37e 40e · 9 Laure Sansus 40e 8e 35e · 8 Émeline Gros · 7 Gaëlle Hermet 60e 39e · 6 Julie Annery 64e à 74e · 5 Madoussou Fall 50e · 4 Céline Ferer · 3 Assia Khalfaoui 50e · 2 Laure Touyé 73e · 1 Annaëlle Deshayes 50e · Remplaçants · 16 Célia Domain 73e · 17 Coco Lindelauf 50e · 18 Clara Joyeux 50e · 19 Safi N'Diaye 50e · 20 Romane Ménager 60e · 21 Alexandra Chambon 40e · 22 Morgane Peyronnet 64e · 23 Gabrielle Vernier 73e · Entraîneur · Annick Hayraud |

#### Irlande - Italie
(mt 10 - 3)
Femme du match :  Sam Monaghan
Points marqués :
Irlande :
- 5 essais de Mulhall (20e), Jones (34e), Higgins (42e), O'Dwyer (76e), et de pénalité (51e)
- 1 transformation de Cronin (43e)

Italie :
- 1 essai de Bettoni (71e)
- 1 pénalité de Rigoni (3e)

Discipline :
Irlande :
- 1 carton jaune : Wafer (67e)

Italie :
- 1 carton jaune : Giordano (33e)

Évolution du score : 0-3, 5-3, 10-3, m-t, 17-3, 24-3, 24-8, 29-8
| Irlande · Titulaires · 20e Lucy Mulhall 15 · 59e Béibhinn Parsons 14 · 42e Eve Higgins 13 · Stacey Flood 12 · 63e Amee-Leigh Murphy Crowe 11 · 43e Nicole Cronin 10 · 69e Kathryn Dane 9 · Hannah O'Connor 8 · Edel McMahon 7 · 59e Dorothy Wall 6 · Sam Monaghan 5 · 59e Nichola Fryday 4 · 60e Christy Haney 3 · 34e 60e Neve Jones 2 · 65e Linda Djougang 1 · Remplaçants · 60e Emma Hooban 16 · 65e Chloe Pearse 17 · 76e 60e Katie O'Dwyer 18 · 59e Brittany Hogan 19 · 67e à 77e 59e Aoife Wafer 20 · 69e Aoibheann Reilly 21 · 63e Enya Breen 22 · 59e Aoife Doyle 23 · Entraîneur · Greg McWilliams |  |  |  | Italie · Titulaires · 15 Vittoria Ostuni Minuzzi · 14 Manuela Furlan · 13 Alyssa D'Inca · 12 Beatrice Rigoni 3e · 11 Maria Magatti · 10 Veronica Madia 40e · 9 Sara Barattin · 8 Elisa Giordano 33e à 43e · 7 Isabella Locatelli · 6 Beatrice Veronese · 5 Valeria Fedrighi · 4 Sara Tounesi 72e · 3 Lucia Gai 76e · 2 Melissa Bettoni 76e 71e · 1 Gaia Maris 59e · Remplaçants · 16 Vittoria Vecchini 59e · 17 Emanuela Stecca 76e · 18 Sara Seye 76e · 19 Alessia Margotti 72e · 20 Alessandra Frangipani · 21 Sofia Stefan 40e · 22 Beatrice Capomaggi · 23 Federica Cipolla · Entraîneur · Andrea Di Giandomenico |

### Quatrième journée

#### Pays de Galles - France
(mt 0 - 26)
Femme du match :  Laure Sansus
Points marqués :
Pays de Galles :
- 1 essai de Harries (80e)

France :
- 5 essais de Sansus (8e, 28e), Boujard (20e), Jacquet (24e), Trémoulière (54e)
- 4 transformations de Trémoulière (8e, 21e, 29e, 55e)

Évolution du score : 0-7, 0-14, 0-19, 0-26, m-t, 0-33, 5-33
| Pays de Galles · Titulaires · 64e Kayleigh Powell 15 · Lisa Neumann 14 · Hannah Jones 13 · Robyn Wilkins 12 · 29e 39e Jasmine Joyce 11 · 60e Elinor Snowsill 10 · 48e Keira Bevan 9 · 19e 26e 51e Siwan Lillicrap 8 · 48e Bethan Lewis 7 · Alisha Butchers 6 · Gwen Crabb 5 · Natalia John 4 · 53e Cerys Hale 3 · 60e Carys Phillips 2 · 26e 36e 54e Gwenllian Pyrs 1 · Remplaçants · 60e Kelsey Jones 16 · 26e 36e 64e Cara Hope 17 · 53e Donna Rose 18 · 48e Alex Callender 19 · 80e 19e 26e 51e Sioned Harries 20 · 48e Ffion Lewis 21 · 60e Kerin Lake 22 · 29e 39e 64e Niamh Terry 23 · Entraîneur · Ioan Cunningham |  |  |  | France · Titulaires · 15 Chloé Jacquet 24e · 14 Caroline Boujard 20e · 13 Maëlle Filopon · 12 Gabrielle Vernier 58e · 11 Marine Ménager · 10 Jessy Trémoulière 72e 8e 21e 29e 54e 55e · 9 Laure Sansus 49e 8e 28e · 8 Romane Ménager 61e · 7 Gaëlle Hermet 49e · 6 Julie Annery · 5 Madoussou Fall · 4 Céline Ferer · 3 Clara Joyeux 58e · 2 Agathe Sochat 69e · 1 Annaëlle Deshayes 58e · Remplaçants · 16 Laure Touyé 69e · 17 Coco Lindelauf 58e · 18 Assia Khalfaoui 58e · 19 Audrey Forlani 49e · 20 Émeline Gros 61e · 21 Alexandra Chambon 49e · 22 Morgane Peyronnet 72e · 23 Emilie Boulard 58e · Entraîneur · Annick Hayraud |

#### Italie - Écosse
(mt 3 - 10)
Femme du match :  Michela Sillari
Points marqués :
Italie :
- 2 essais de Bettoni (44e), Turani (70e)
- 2 transformations de Sillari (45e, 71e)
- 2 pénalités de Sillari (22e, 54e)

Écosse :
- 1 essai de Wassell (35e)
- 1 transformation de Nelson (36e)
- 2 pénalités de Nelson (13e, 76e)

Évolution du score : 0-3, 3-3, 3-10, m-t, 10-10, 13-10, 20-10, 20-13
| Italie · Titulaires · 14e 23e 63e Manuela Furlan 15 · Aura Muzzo 14 · 22e 45e 54e 71e Michela Sillari 13 · Beatrice Rigoni 12 · Maria Magatti 11 · Veronica Madia 10 · 7e Sofia Stefan 9 · Ilaria Arrighetti 8 · Isabella Locatelli 7 · 58e Beatrice Veronese 6 · Giordana Duca 5 · Valeria Fedrighi 4 · Lucia Gai 3 · 61e Vittoria Vecchini 2 · 44e Melissa Bettoni 1 · Remplaçants · 70e 61e Silvia Turani 16 · Gaia Maris 17 · Michela Merlo 18 · 58e Sara Tounesi 19 · Alessandra Frangipani 20 · 7e Sara Barattin 21 · Alyssa D'Inca 22 · 14e 23e 63e Vittoria Ostuni Minuzzi 23 · Entraîneur · Andrea Di Giandomenico |  |  |  | Écosse · Titulaires · 15 Chloe Rollie · 14 Rhona Lloyd · 13 Lisa Thomson · 12 Helen Nelson 13e 36e 76e · 11 Shona Campbell · 10 Sarah Law 55e · 9 Caity Mattinson 55e · 8 Evie Gallagher · 7 Rachel McLachlan 72e · 6 Rachel Malcolm · 5 Sarah Bonar · 4 Emma Wassell 35e · 3 Christine Belisle · 2 Lana Skeldon · 1 Molly Wright 64e · Remplaçants · 16 Jodie Rettie · 17 Leah Bartlett 64e · 18 Katie Dougan · 19 Louise McMillan 72e · 20 Anne Young · 21 Jenny Maxwell 55e 57e · 22 Hannah Smith 55e · 23 Megan Gaffney 57e · Entraîneur · Bryan Easson |

#### Angleterre - Irlande
(mt 10 - 0)
Femme du match :  Marlie Packer
Points marqués :
Angleterre :
- 11 essais de Davies (1re, 44e), Bern (16e), Packer (41e), Thompson (50e, 76e), Cleall (54e, 63e), Botterman (60e), Kildunne (66e, 72e)
- 7 transformations de Scarratt (42e, 45e, 56e, 61e, 65e), Harrison (67e, 77e)

Discipline :
Irlande :
- 1 carton jaune : Wall (43e)
- 1 carton rouge : Naoupu (66e)

Évolution du score : 5-0, 10-0, m-t, 17-0, 24-0, 29-0, 36-0, 43-0, 50-0, 57-0, 62-0, 69-0
| Angleterre · Titulaires · Helena Rowland 15 · 50e 76e Lydia Thompson 14 · 42e 45e 56e 61e 65e 67e 79e Emily Scarratt 13 · 59e 67e 79e Holly Aitchison 12 · 44e Jess Breach 11 · 67e 77e Zoe Harrison 10 · 59e Leanne Infante 9 · 47e Sarah Hunter 8 · 41e Marlie Packer 7 · Alex Matthews 6 · 56e Abbie Ward 5 · Zoe Aldcroft 4 · 16e 46e Sarah Bern 3 · 1e 44e 46eLark Davies 2 · 46e Vickii Cornborough 1 · Remplaçants · 46e Amy Cokayne 16 · 60e 46e Hannah Botterman 17 · 46e Maud Muir 18 · 56e Rosie Galligan 19 · 54e 63e 47e Poppy Cleall 20 · 59e Natasha Hunt 21 · 59e Amber Reed 22 · 66e 72e 44e Ellie Kildunne 23 · Entraîneur · Simon Middleton |  |  |  | Irlande · Titulaires · 15 Molly Scuffil-McCabe · 14 Aoife Doyle · 13 Sene Naoupu 66e · 12 Enya Breen · 11 Eimear Considine 63e · 10 Nicole Cronin 29e · 9 Kathryn Dane 73e · 8 Hannah O'Connor · 7 Edel McMahon · 6 Dorothy Wall 65e 43e à 53e · 5 Aoife McDermott 50e · 4 Nichola Fryday · 3 Christy Haney 42e · 2 Neve Jones 73e · 1 Linda Djougang 73e · Remplaçants · 16 Emma Hooban 73e · 17 Chloe Pearse 73e · 18 Katie O'Dwyer 42e · 19 Grace Moore 50e · 20 Maeve Óg O'Leary 65e · 21 Aoibheann Reilly 73e · 22 Michelle Claffey 29e · 23 Niamh Byrne 63e · Entraîneur · Greg McWilliams |

### Cinquième journée

#### Pays de Galles - Italie
(mt 0 - 7)
Femme du match :  Alex Callender
Points marqués :
Pays de Galles :
- 1 essai de Bevan (75e)
- 1 pénalité de Wilkins (70e)

Écosse :
- 1 essai de Barattin (31e)
- 1 transformation de Michela Sillari (32e)
- 1 pénalité de Sillari (79e)

Discipline :
Pays de Galles :
- 2 cartons jaune : Wilkins (20e), Harries (22e)

Évolution du score : 0-7, m-t, 3-7, 8-7, 8-10
| Pays de Galles · Titulaires · 65e Niamh Terry 15 · Lisa Neumann 14 · Hannah Jones 13 · 54e Kerin Lake 12 · Jasmine Joyce 11 · 20e à 30e 70e Robyn Wilkins 10 · 48e Ffion Lewis 9 · 22e à 32e Sioned Harries 8 · 65e 70e Alex Callender 7 · 70e Alisha Butchers 6 · Gwen Crabb 5 · 40e Siwan Lillicrap 4 · 62e Donna Rose 3 · 48e Kelsey Jones 2 · 62e Cara Hope 1 · Remplaçants · 48e Carys Phillips 16 · 62e Caryl Thomas 17 · 62e Cerys Hale 18 · 40e Natalia John 19 · 65e Bethan Lewis 20 · 48e 75e Keira Bevan 21 · 54e Lleucu George 22 · 65e Kayleigh Powell 23 · Entraîneur · Ioan Cunningham (en) |  |  |  | Italie · Titulaires · 15 Manuela Furlan · 14 Aura Muzzo · 13 Michela Sillari · 12 Beatrice Rigoni 32e 79e · 11 Maria Magatti · 10 Veronica Madia · 9 Sara Barattin 31e · 8 Elisa Giordano · 7 Ilaria Arrighetti · 6 Beatrice Veronese · 5 Giordana Duca · 4 Valeria Fedrighi 51e · 3 Lucia Gai · 2 Melissa Bettoni 43e 54e · 1 Silvia Turani 54e · Remplaçants · 16 Vittoria Vecchini 43e · 17 Gaia Maris · 18 Sara Seye · 19 Sara Tounesi 51e · 20 Isabella Locatelli · 21 Francesca Granzotto · 22 Alyssa D'Incà · 23 Vittoria Ostuni Minuzzi · Entraîneur · Andrea Di Giandomenico (it) |

#### France - Angleterre
(mt 7 - 21)
Femme du match :  Lark Davies
Points marqués :
France :
- 2 essais de R. Ménager (3e), Deshayes (66e)
- 1 transformation de Drouin (4e)

Angleterre :
- 3 essais de Bern (11e, 25e), Ward (16e)
- 1 transformation de Scarratt (12e, 17e, 27e)
- 1 pénalité de Scarratt (59e)

Discipline :
France :
- 1 carton jaune : Filopon (58e)

Angleterre :
- 1 carton jaune : Harrison (42e)

Évolution du score : 7-0, 7-7, 7-14, 7-21, m-t, 7-24, 12-24
| France · Titulaires · Chloé Jacquet 15 · 59e Caroline Boujard 14 · 58e à 68e Maëlle Filopon 13 · 67e Gabrielle Vernier 12 · Marine Ménager 11 · 4e Caroline Drouin 10 · 78e Laure Sansus 9 · 3e 67e Romane Ménager 8 · Gaëlle Hermet 7 · Céline Ferer 6 · 46e Audrey Forlani 5 · Madoussou Fall 4 · 64e Clara Joyeux 3 · 64e Agathe Sochat 2 · 66e 72e Annaëlle Deshayes 1 · Remplaçants · 64e Laure Touyé 16 · 72e Coco Lindelauf 17 · 64e Yllana Brosseau 18 · 46e Julie Annery 19 · 67e Émeline Gros 20 · 78e Alexandra Chambon 21 · 67e Jessy Trémoulière 22 · 59e Émilie Boulard 23 · Entraîneur · Annick Hayraud |  |  |  | Angleterre · Titulaires · 15 Helena Rowland · 14 Lydia Thompson · 13 Emily Scarratt 12e 17e 27e 59e · 12 Holly Aitchison · 11 Jessica Breach · 10 Zoe Harrison 42e à 52e 73e · 9 Leanne Infante 59e · 8 Poppy Cleall 52e · 7 Marlie Packer · 6 Alex Matthews 78e · 5 Abbie Ward 16e · 4 Zoe Aldcroft 51e · 3 Sarah Bern 11e 25e 64e · 2 Lark Davies 57e · 1 Vickii Cornborough 57e · Remplaçants · 16 Amy Cokayne 57e · 17 Hannah Botterman 57e · 18 Maud Muir 64e · 19 Rosie Galligan 52e · 20 Sarah Beckett 78e · 21 Sadia Kabeya · 22 Natasha Hunt 59e · 23 Ellie Kildunne 73e · Entraîneur · Simon Middleton (en) |

#### Irlande - Écosse
(mt 8 - 5)
Femme du match :  Neve Jones
Points marqués :
Irlande :
- 2 essais de R. Ménager (3e), Deshayes (66e)
- 1 transformation de Drouin (4e)

Écosse :
- 3 essais de Jones (38e), Been (80e+3)
- 1 transformation de Breen (80e+4)
- 1 pénalité de O'Connor (en) (15e)

Évolution du score : 0-5, 3-5, 8-5, m-t, 8-8, 8-11, 8-14, 15-14
| Irlande · Titulaires · Vicky Irwin (en) 15 · Aoife Doyle (en) 14 · Sene Naoupu (en) 13 · 80+3e 80+4e Enya Breen 12 · Molly Scuffil-McCabe 11 · 59e Nikki Caughey 10 · 75e Kathryn Dane (en) 9 · 15e Hannah O'Connor (en) 8 · 65e Edel McMahon 7 · 65e Dorothy Wall 6 · Samantha Monaghan 5 · Nichola Fryday 4 · 59e Christy Haney 3 · 38e Neve Jones 2 · Linda Djougang 1 · Remplaçants · Emma Hooban (en) 16 · Chloe Pearse (en) 17 · 59e Katie O'Dwyer (en) 18 · Aoife McDermott (en) 19 · 65e Grace Moore 20 · 65e Maeve Óg O'Leary (en) 21 · 75e Ailsa Hughes (en) 22 · 59e Michelle Claffey 23 · Entraîneur · Greg McWilliams |  |  |  | Écosse · Titulaires · 15 Chloe Rollie · 14 Rhona Lloyd · 13 Lisa Thomson · 12 Helen Nelson 52e 58e 62e · 11 Shona Campbell 57e · 10 Sarah Law 57e · 9 Caity Mattinson · 8 Evie Gallagher 3e · 7 Rachel McLachlan 62e · 6 Rachel Malcolm · 5 Sarah Bonar · 4 Emma Wassell · 3 Christine Belisle · 2 Lana Skeldon · 1 Molly Wright 64e · Remplaçants · 16 Jodie Rettie · 17 Leah Bartlett 64e · 18 Katie Dougan · 19 Louise McMillan 62e · 20 Eva Donaldson · 21 Mairi McDonald · 22 Emma Orr 57e · 23 Megan Gaffney 57e · Entraîneur · Bryan Easson |

## Diffusion TV
- France : France Télévisions dispose des droits jusqu'en 2022[21]. France 2 et France 4 diffusent respectivement deux et trois matchs de l'équipe de France.